# كيله شين (سقز)
قرية كيله شين (بالكردية: کێلەشین) هي إحدى القرى التابعة لـمیره دیه في ريف قسم مركزي من مقاطعة سقز، في محافظة كردستان الإيرانية.

## السكان
حسب إحصاءات سنة 2006، بلغ إجمالي السكان في كيله شين 517 نسمة وعدد المساكن 100 مسكن. لغة سكان كيله شين هي اللغة الكردية و هم من أهل السنة والجماعة والمذهب الشافعي.